# Kluyveromyces marxianus
Kluyveromyces marxianus ist eine Hefeart der Gattung Kluyveromyces. K. marxianus wird kommerziell benutzt, um Lactaseenzyme herzustellen, ähnlich wie mit anderen Pilzen wie etwa der Gattung Aspergillus.

## Merkmale

### Mikroskopische Merkmale
Die Zellen sind auf Hefe-Malz-Agar kugelförmig, ellipsoid oder zylindrisch, messen 2-6x3-11 µm und wachsen einzeln, paarig oder in kurzen Ketten. Die Kolonie wächst butterartig, glänzend, cremefarben bis braun, selten auch pink durch die Produktion von Pulcherrimin. Auf Glucose-Hefeextrakt-Medium bildet die Art einen Ring und manchmal auch ein dünnes Häutchen.
Die Bildung von Schläuchen erfolgt entweder durch die vorherige Konjugation haploider Zellen oder auch Spross-Elternzellen, oder auch direkt aus diploiden Zellen. Sporulierende Kulturen sind homothallisch. In den Asci werden 1-4, kugelige, ellipsoide oder nierenförmige Ascosporen gebildet, die bald nach ihrer Bildung freigelassen werden und zum Zusammenklumpen neigen. Die meisten Stämme sporulieren gut nach 2–5 Tagen bei 17° bis 25 °C auf 1 % Malzextrakt-Agar.

### Physiologische/biochemische Merkmale
Nur wenige Zucker wie Raffinose und andere Kohlenstoffquellen werden assimiliert. Nitrat wird im Gegensatz zu anderen Hefen und verwandten Gattungen nicht als Stickstoffquelle verwendet. Das Koenzym Q6 wird gebildet. Die Diazoniumblau B Reaktion ist negativ. Ein Wachstum auf 0,01 % Cycloheximid ist möglich. Die Art wächst gut bei 37 °C. Sie ist die einzige Kluyveromyces-Art, die Inulin assimilieren kann, aber nicht Methyl-α-D-Glucosid

## Ökologie
Kluyveromyces marxianus wurde aus verschiedenen Lebensmitteln und Getränken insbesondere Milchprodukten isoliert. Man findet sie aber auch auf verrottenden Pflanzenabfall und darauf assoziierte Insekten.

## Nutzung und Bedeutung
Kluyveromyces marxianus wird durch ihre Fähigkeit, Laktose zu fermentieren, in der milchverarbeitenden Industrie genutzt, um Hefeproteine zu produzieren, aber auch Ethanol aus Molke. Die Produktion von Endo-Polygalacturonase wird genutzt, die Trübung von Apfelsaft durch Pektin zu eliminieren. Sie wird auch als Nährhefe und Bindemittel für Tierfutter sowie als ein Ausgangsstoff für Ribonukleinsäure im pharmazeutischen Bereich hergestellt.
Es kann eine Fäule bei Zwiebeln hervorrufen. Von klinischer Bedeutung ist es als opportunistischer Pathogen bei immungeschwächten Patienten.

## Systematik
Kluyveromyces marxianus ist die Typusart der Gattung Kluyveromyces. Die Nebenfruchtform (Anamorphe) wurde früher Candida kefyr benannt, ist aber nur noch ein Synonym. Die Art wurde 1888 von dem dänischen Mykologen Emil Christian Hansen, der sie aus Bierwürze isolierte, als Saccharomyces marxianus wissenschaftlich erstbeschrieben. Er benannte sie nach dem Zymologen Louis Marx aus Marseille, der diese Pilze zuerst von Weintrauben isolierte. 1956 wurde die Art von Johannes P. van der Walt in die von ihm neu beschriebene Gattung Kluyveromyces übertragen. Weitere Synonyme sind K. fragilis, K. cicerisporus, K. sp. IIPE453, Saccharomyces kefyr, Dekkeromyces marxianus, Guilliermondella marxiana, Zygofabospora marxiana, Zygorenospora marxiana, Zygosaccharomyces marxianus, Candida kefyr und Candida pseudotropicalis.
Der nächste Verwandte von K. marxianus ist die Hefe K. lactis, die vor allem in der Milchwirtschaft verwendet wird. Sowohl die Gattung Kluyveromyces als auch Saccharomyces gelten als Teil des „Sacchromyces-Komplexes“, einer Subklade der Saccharomyceten. Unter Verwendung der 18S-rRNA-Gensequenzierung wurde angenommen, dass K. marxianus, K. aestuarii, K. dobzhanskii, K. lactis, K. wickerhamii, K. blattae, K. thermotolerans und K. waltii eine gemeinsame Verwandtschaftsgruppe innerhalb der Gattung Kluyveromyces darstellen.